# Drama (gebeurtenis)
Een drama of tragedie wordt gebruikt om een droevige en/of aangrijpende gebeurtenis te benoemen. Zo wordt bij een ramp (met veel slachtoffers) vaak over een 'drama' gesproken.
Een drama is niet noodzakelijk een droevig of aangrijpende gebeurtenis. Het is ook een algemene term die wordt gebruikt in de toneelkunst, waar bijvoorbeeld ook komedie onder wordt gerekend. 